# Büren NW
| NW ist das Kürzel für den Kanton Nidwalden in der Schweiz. Es wird verwendet, um Verwechslungen mit anderen Einträgen des Namens Büren zu vermeiden. |

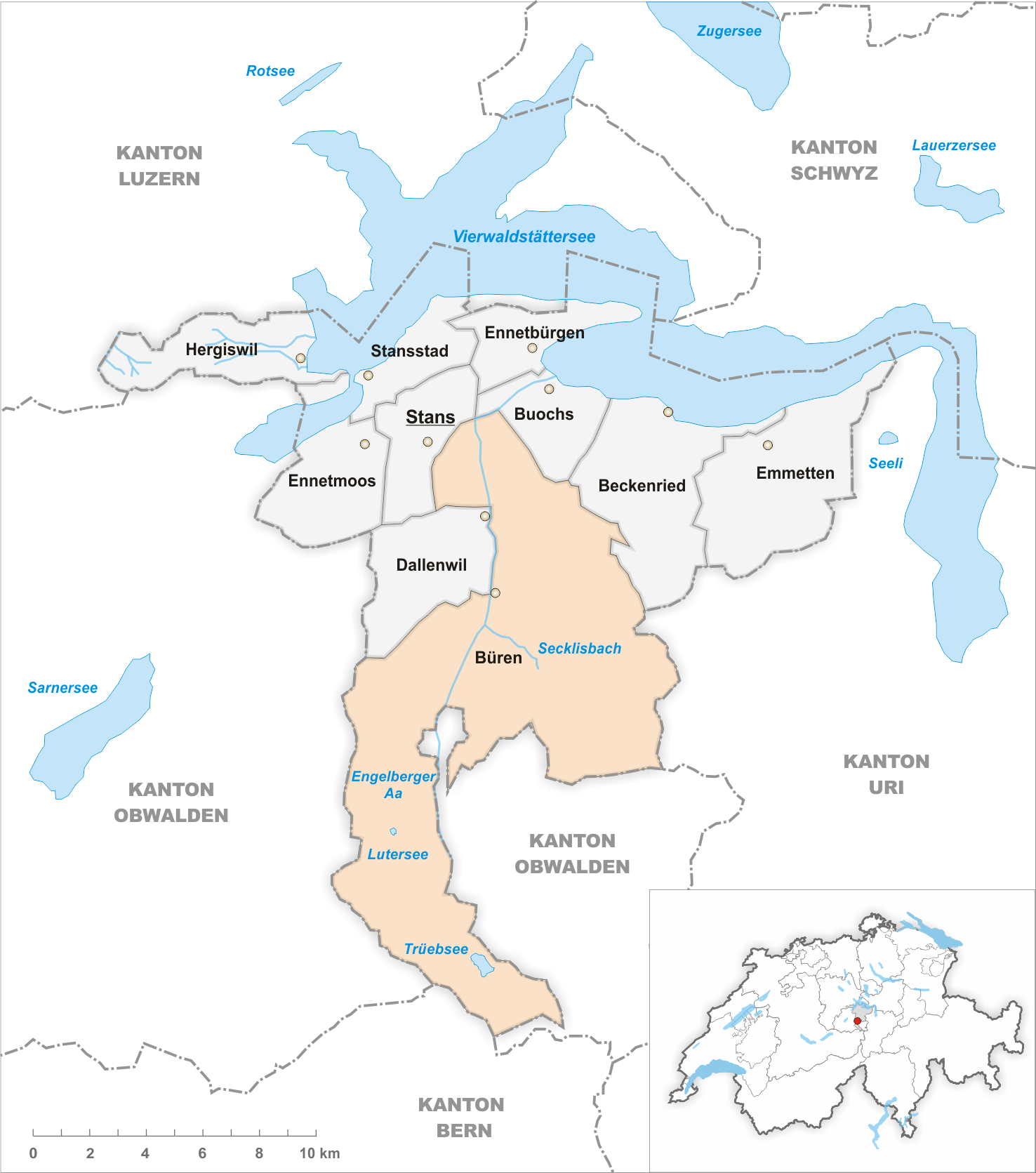
Gemeindestand vor der Fusion am 1. Januar 1850

Büren NW war eine politische Gemeinde im Kanton Nidwalden in der Schweiz. Ihr Gebiet wurde 1850 auf die Gemeinden Oberdorf NW und Wolfenschiessen aufgeteilt.

## Geschichte
Büren liegt am Westfuss des Buochserhorns im Engelbergertal. Ersterwähnung 1252 als Burronn, 1342 Buirron. Die Gebietskörperschaft, 1469 erstmals als eigene Ürte erwähnt, heisst heute Büren nid dem Bach (im Gegensatz zur Ürte Büren ob dem Bach, Wolfenschiessen). Ihr gehören alle Bürger an, die das Ürterecht (Korporationsbürgerrecht) Büren besitzen und im Ürtekreis wohnen. Ursprünglich von der Landwirtschaft geprägt, ist Büren Ende des 20. Jahrhunderts stark gewachsen (Holz- und Metallverarbeitungsbetriebe, Pendler). Seit dem 19. Jahrhundert besitzt Büren eine eigene Schule (1879–1974 Schulgemeinde). Kirchlich gehört Büren zu Stans, seit 1864 Kapellgemeinde. Erste Erwähnung einer Katharinenkapelle 1494, an deren Stelle 1967–68 die heutige Bruder-Klausen-Kirche erbaut wurde. Büren war bis 2002 eine Haltestelle an der Strecke der ehemaligen Luzern-Stans-Engelberg-Bahn, einem Teil der heutigen Zentralbahn.